# 本場大館きりたんぽまつり

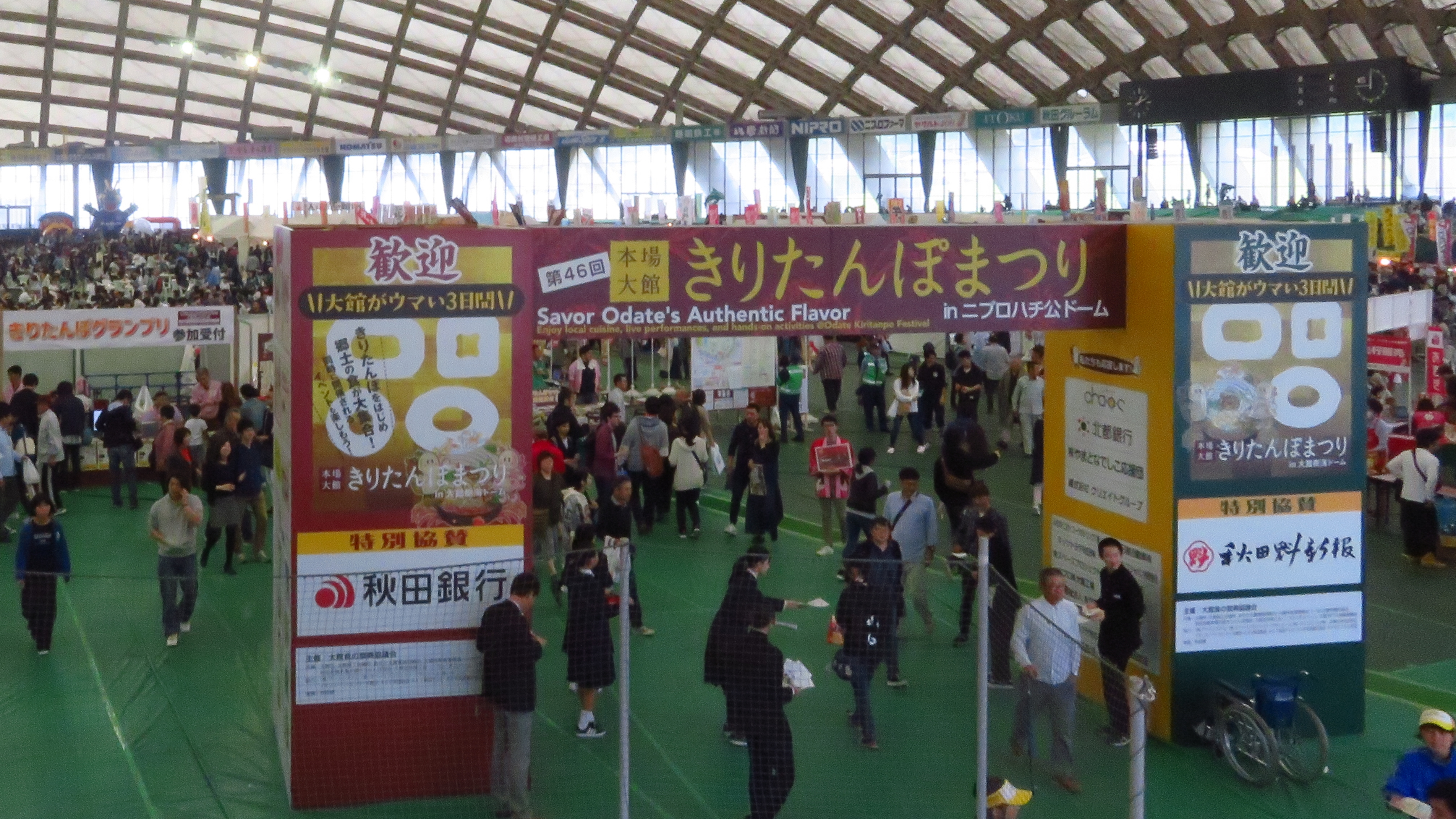
第46回 本場大館きりたんぽまつり（2018年、ニプロハチ公ドーム）

本場大館きりたんぽまつり（ほんばおおだてきりたんぽまつり）は、秋田県大館市の祭り。毎年10月前後に開かれている。以前は長木川河川敷で開かれていたが，2012年（平成24年）から大館樹海ドーム（ニプロハチ公ドーム）で開かれている。

## 概要
大館食の祭典協議会が主催している。

## 歴史
1973年（昭和48年）ころ始まった。
2015年（平成27年）の第43回の来場者数はおよそ13万人であった。
2022年（令和4年）に第50回を迎え、来場者は66,000人であった。